# Amapá
Amapá, amtlich portugiesisch Estado do Amapá, ist ein Bundesstaat im Norden Brasiliens mit der Hauptstadt Macapá. Im Jahr 2022 bewohnten diesen 733.508 Einwohner auf einer Fläche von 142.470,8 km².

## Geografie
Amapá liegt an der nördlichen Atlantikküste und grenzt im Norden an Frankreich (Französisch-Guayana) und Suriname, im Westen und Süden an den brasilianischen Bundesstaat Pará.
Nur fünf Kilometer südlich der Hauptstadt Macapá verläuft der Äquator. Die Stelle ist durch einen Stein gekennzeichnet.
Den äußersten Norden nimmt der bis an die Grenze zu Französisch-Guayana reichende, 619.000 Hektar große Parque Nacional Cabo Orange ein, der seit 1980 unter Naturschutz steht.
Die Atlantikküste ist von Mangrovenvegetation gekennzeichnet, der Rest des Bundesstaates von tropischem Regenwald, aus dem sich einige Härtlinge erheben, wie der Monte Carupina.

### Hydrografie

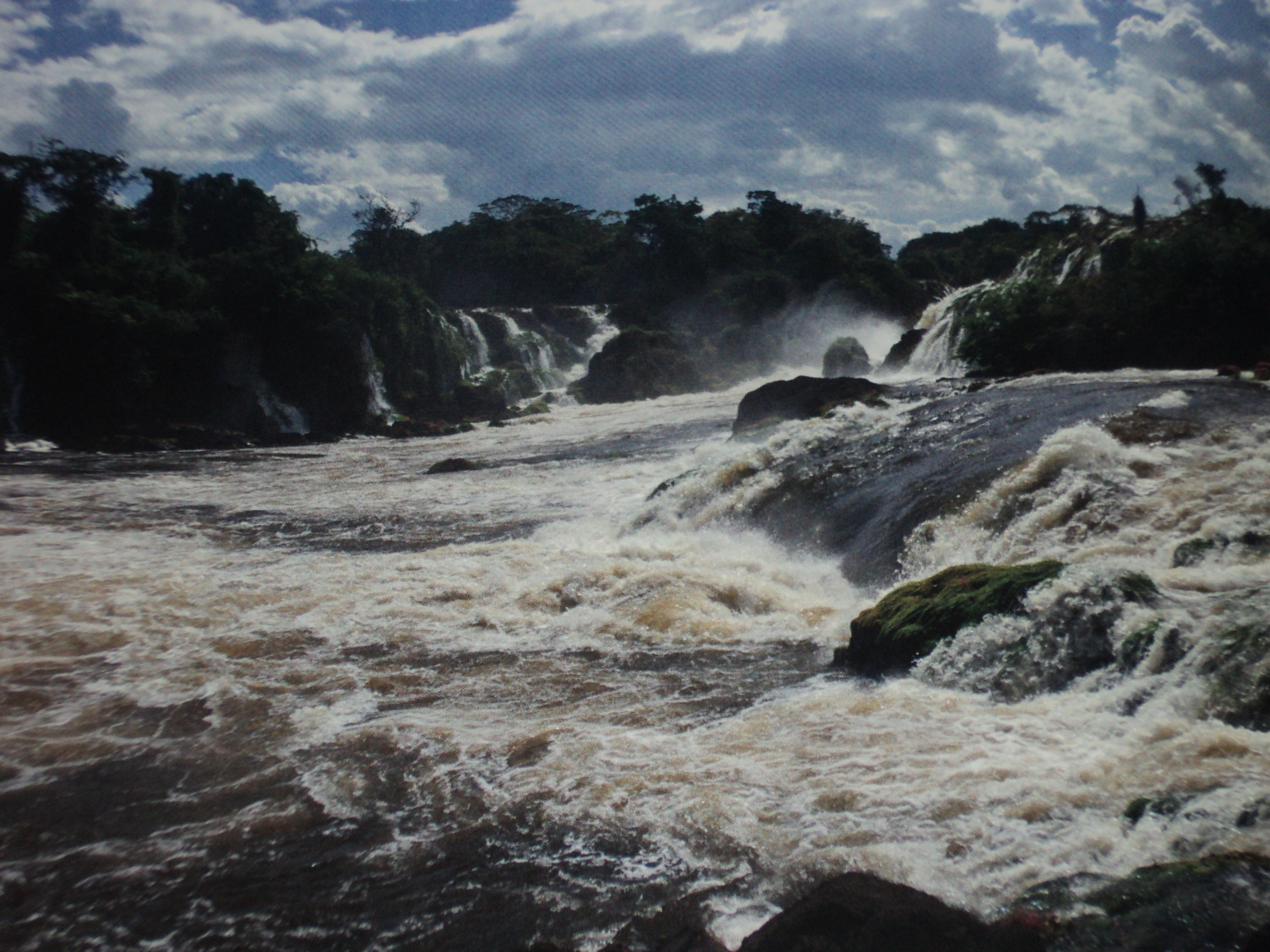
Wasserfall Cachoeira do Desespero, Rio Jari.

Rund 39 % des Staates liegen im Einflussbereich des Amazonasbeckens. Das hydrografische Netz von Amapá besteht aus Flüssen, die in der Region eine große wirtschaftliche Rolle spielen, von der Fischerei bis zum Wasserstraßentransport. Die meisten Flüsse in Amapá münden in den Amazonas oder direkt in den Atlantik. Die Hauptflüsse sind:
- Rio Amapá Grande
- Rio Amapari
- Rio Amazonas
- Rio Apurema
- Rio Araguari
- Rio Caciporé
- Rio Calçoene
- Rio Flexal
- Rio Gurijuba
- Rio Jari
- Rio Matapi
- Rio Maracá
- Rio Maracapi
- Rio Mutuacá
- Rio Oiapoque
- Rio Pedreira
- Rio Tartarugal Grande
- Rio Tartarugalzinho
- Rio Vila Nova
- Rio Tajauí
- Rio Mutum
- Rio Laranjeira
- Rio Cunani

## Geschichte
Die Grenze Brasiliens zu Französisch-Guayana war bis zu einem Schiedsspruch im Jahre 1900 umstritten. Im Jahre 1943 wurde Amapá zu einem Bundesterritorium erklärt. Am 5. Oktober 1988 wurde es mit dem Inkrafttreten der neuen brasilianischen Verfassung Bundesstaat.

## Politik
Gouverneur ist seit 1. Januar 2023 Clécio Luís des Partido Socialismo e Liberdade (PSOL), der den Vorgänger Waldez Góes des Partido Democrático Trabalhista (PDT) ablöste.  Er hatte bei den Gouverneurswahlen in Brasilien 2022 53,69 % der Stimmen bekommen.
Die Legislative liegt bei der Legislativversammlung von Amapá aus 24 gewählten Abgeordneten.

## Größere Städte
Die größten der 16 Städte Amapás, municípios mit einer Einwohnerzahl von über 20.000, sind mit Stand 2010 und Schätzungen von 2019:
- Macapá – 398.204 (geschätzt 2019: 503.327)
- Santana mit Porto de Santana – 101.262 (geschätzt 2019: 121.364)
- Laranjal do Jari – 39.942 (geschätzt 2019: 50.410)
- Oiapoque – 20.509 (geschätzt 2019: 27.270)

## Bevölkerungsentwicklung
| Jahr | Einwohner | Stadt   | Land   |
| --- | --------- | ------- | ------ |
| 1991 | 289.397   | 234.131 | 55.266 |
| 2000 | 477.032   | 424.683 | 52.349 |
| 2010 | 669.526   | 601.036 | 68.490 |
| 2022 | 733.508   | ?       | ?      |
| Hier fehlt eine Grafik, die leider im Moment aus technischen Gründen nicht angezeigt werden kann. Wir arbeiten daran! |           |         |        |

Quelle: IBGE (2011), GOV.br (2022)

## Ethnische Zusammensetzung
Ethnische Gruppen nach der statistischen Einteilung des IBGE (Stand 2000 mit 477.032 Einwohnern, Stand 2010 mit 669.526 Einwohnern, Stand 2022 mit 733.508 Einwohnern):
| Gruppe      | Anzahl 2000 | Anzahl 2010 | Anzahl 2022 | Anmerkung                        |
| ----------- | ----------- | ----------- | ----------- | -------------------------------- |
| Brancos     | 126.850     | ▲ 159.161   | ▼ 157.022   | Weiße, Nachfahren von Europäern  |
| Pardos      | 313.519     | ▲ 439.762   | ▲ 478.975   | Mischrassige, Mulatten, Mestizen |
| Pretos      | 25.543      | ▲ 56.205    | ▲ 86.662    | Schwarze                         |
| Amarelos    | 796         | ▲ 7.050     | ▼ 748       | Asiaten                          |
| Indígenas   | 4.972       | ▲ 7.344     | ▲ 10.340    | indigene Bevölkerung             |
| ohne Angabe | 5.354       | 3           |             |                                  |

## Wirtschaft
Amapás Wirtschaft basiert unter anderem auf Krabbenfischerei (camarão-rosa) an der Küste und Manganabbau im Landesinneren.
In Monte Dourado befinden sich die Überreste des 14.000 Quadratkilometer großen Jari-Projekts, des in den 1980er-Jahren missglückten Versuchs des amerikanischen Milliardärs Daniel K. Ludwig, den Naturwald am Rio Jari für die Zellstoff-Produktion durch schnell wachsende Eukalyptus-Plantagen zu ersetzen.

## Archäologie
Archäologen haben in einer entlegenen Gegend des Bundesstaates bei Calçoene einen Steinkomplex entdeckt und erforscht, der mit dem englischen Stonehenge verglichen wird. Der Komplex Parque Arqueológico do Solstício besteht aus 127 Steinstelen, die eine Höhe von bis zu 3 Metern haben. Die Granitstelen sind so platziert, dass sie astronomische Kardinalpunkte fixieren; dank dieser Konstruktion konnten zum Beispiel die Sonnenwenden genau bestimmt werden, was für die Definition der Erntezyklen von Bedeutung ist. Man ist sich über das Alter der Anlage noch nicht im Klaren; Keramikscherben, die am Ort gefunden wurden, werden jedoch auf ein Alter von 2000 Jahren datiert.

## Umwelt

### Waldbrände
Amapá ist durch Waldbrände bedroht, sie treten gehäuft von Oktober bis Dezember auf.
Die Angaben beruhen auf Satellitenbeobachtungen und werden täglich erneuert.
| Jahr | Brände in Amapá |
| --- | --------------- |
| 2015 | 2936            |
| 2016 | 2595            |
| 2017 | 1946            |
| 2018 | 1206            |
| 2019 | 1277            |
| 2020 | 750             |
| 2021 | 676             |
| 2022 | 990             |
| 2023 | 2.522           |
| Hier fehlt eine Grafik, die leider im Moment aus technischen Gründen nicht angezeigt werden kann. Wir arbeiten daran! |                 |